# NGC 155
NGC 155 est une galaxie lenticulaire située dans la constellation de la Baleine. NGC 155 a été découverte par l'astronome américain Lewis Swift en 1886.

## Caractéristiques
Sa vitesse par rapport au fond diffus cosmologique est de 5 859 ± 23 km/s, ce qui correspond à une distance de Hubble de 86,4 ± 6,1 Mpc (∼282 millions d'al).
À ce jour, deux mesures non basées sur le décalage vers le rouge (redshift) donnent une distance de 66,200 ± 1,273 Mpc (∼216 millions d'al), ce qui est nettement à l'extérieur des valeurs de la distance de Hubble. Notons que c'est avec la valeur moyenne des mesures indépendantes, lorsqu'elles existent, que la base de données NASA/IPAC calcule le diamètre d'une galaxie et qu'en conséquence le diamètre de NGC 155 pourrait être d'environ 43,7 kpc (∼143 000 al) si on utilisait la distance de Hubble pour le calculer.
En raison d'une brillance de surface égale à 14,16 mag/am2, on peut qualifier NGC 155 de galaxie à faible brillance de surface (LSB en anglais pour low surface brightness). Les galaxies LSB sont des galaxies diffuses (D) avec une brillance de surface inférieure de moins d'une magnitude à celle du ciel nocturne ambiant.